# Médaille Caldecott
Pour les articles homonymes, voir Caldecott.
La médaille Caldecott (Caldecott Medal) est une récompense décernée par l'Association for Library Service to Children, branche de l'American Library Association, à l'illustrateur du meilleur livre pour enfant américain de l'année.
Cette récompense porte ce nom en hommage à l'illustrateur britannique du XIXe siècle Randolph Caldecott. Aujourd'hui, elle constitue avec la médaille Newbery la récompense de livre pour enfants la plus prestigieuse des États-Unis.
Les « Honor Books » honorent tous les finalistes.

## Histoire du prix
Le prix Caldecott est créé en 1938 sous l'impulsion de l'éditeur Frederic G. Melcher, pour récompenser les illustrateurs des meilleurs livres pour enfants, en complément de la Newberry Medal qui récompense les écrivains. Il est décerné chaque année par l'Association des Bibliothécaires Américains.
À sa création, un livre pour enfants pouvait être nommé soit pour la médaille Newberry, soit pour le prix Caldecott, les deux étant mutuellement exclusif. Cette règle est abandonnée en 1977.

## La médaille
La médaille porte le nom de Randolph Caldecott, un illustrateur anglais du XIXe siècle. Rene Paul Chambellan (en) (sculpteur américain, 1893-1955) a conçu la médaille en 1937. La scène de l'avers est inspirée de l'illustration de couverture de Randolph Caldecott pour The Diverting History of John Gilpin, une édition du poème de 1782 de William Cowper, qui représente John Gilpin à califourchon sur un cheval en fuite.
Le revers est inspiré de "Four and twenty blackbirds baked in a pie", l'une des illustrations de Caldecott pour la comptine "Sing a Song of Sixpence" et représente un homme transportant difficilement une énorme tarte et entouré de trois merles. Il porte l'inscription "For the most distinguished american picture book for children. Awarded annually by the children's and school librarians. Sections of the American Library Association".

## Lauréats de la médaille Caldecott
|      | Illustrateur                         | Titre                                                                                   |           |
| ---- | ------------------------------------ | --------------------------------------------------------------------------------------- | --------- |
| 1938 | Dorothy P. Lathrop (en)              | Animals of the Bible                                                                    | Gagnant   |
| 1938 | Robert Lawson                        | Four and Twenty Blackbirds                                                              | Finaliste |
| 1938 | Boris Artzybasheff                   | Seven Simeons: A Russian Tale                                                           | Finaliste |
| 1939 | Thomas Handforth (en)                | Mei Li                                                                                  | Gagnant   |
| 1939 | James Daugherty                      | Andy and the Lion                                                                       | Finaliste |
| 1939 | Clare Turlay Newberry                | Barkis                                                                                  | Finaliste |
| 1939 | Laura Adams Armer                    | The Forest Pool                                                                         | Finaliste |
| 1939 | Wanda Gág                            | Snow White and the Seven Dwarfs                                                         | Finaliste |
| 1939 | Robert Lawson                        | Wee Gillis                                                                              | Finaliste |
| 1940 | Ingri and Edgar Parin d'Aulaire (en) | Abraham Lincoln                                                                         | Gagnant   |
| 1940 | Berta and Elmer Hader                | Cock-a-Doodle Doo                                                                       | Finaliste |
| 1940 | Ludwig Bemelmans                     | Madeline                                                                                | Finaliste |
| 1940 | Lauren Ford                          | The Ageless Story                                                                       | Finaliste |
| 1941 | Robert Lawson (en)                   | They Were Strong and Good                                                               | Gagnant   |
| 1941 | Clare Turlay Newberry                | April's Kittens                                                                         | Finaliste |
| 1942 | Robert McCloskey                     | Make Way for Ducklings                                                                  | Gagnant   |
| 1942 | Maud and Miska Petersham             | An American ABC                                                                         | Finaliste |
| 1942 | Velino Herrera                       | In My Mother's House                                                                    | Finaliste |
| 1942 | Holling C. Holling                   | Paddle-to-the-Sea                                                                       | Finaliste |
| 1942 | Wanda Gág                            | Nothing At All                                                                          | Finaliste |
| 1943 | Virginia Lee Burton                  | The Little House                                                                        | Gagnant   |
| 1943 | Mary and Conrad Buff                 | Dash and Dart                                                                           | Finaliste |
| 1943 | Clare Turlay Newberry                | Marshmallow                                                                             | Finaliste |
| 1944 | Louis Slobodkin (en)                 | Many Moons                                                                              | Gagnant   |
| 1944 | Elizabeth Orton Jones                | Small Rain: Verses From The Bible                                                       | Finaliste |
| 1944 | Arnold E. Bare                       | Pierre Pidgeon                                                                          | Finaliste |
| 1944 | Berta and Elmer Hader                | The Mighty Hunter                                                                       | Finaliste |
| 1944 | Jean Charlot                         | A Child's Good Night Book                                                               | Finaliste |
| 1944 | Plato Chan                           | Good-Luck Horse                                                                         | Finaliste |
| 1945 | Elizabeth Orton Jones (en)           | Prayer for a Child                                                                      | Gagnant   |
| 1945 | Tasha Tudor                          | Mother Goose                                                                            | Finaliste |
| 1945 | Marie Hall Ets                       | Dans la forêt (In the Forest)                                                           | Finaliste |
| 1945 | Marguerite de Angeli                 | Yonie Wondernose                                                                        | Finaliste |
| 1945 | Kate Seredy                          | The Christmas Anna Angel                                                                | Finaliste |
| 1946 | Maud and Miska Petersham (en)        | The Rooster Crows                                                                       | Gagnant   |
| 1946 | Leonard Weisgard                     | Little Lost Lamb                                                                        | Finaliste |
| 1946 | Marjorie Torrey                      | Sing Mother Goose                                                                       | Finaliste |
| 1946 | Ruth Gannett                         | My Mother is the Most Beautiful Woman in the World                                      | Finaliste |
| 1946 | Kurt Wiese                           | You Can Write Chinese                                                                   | Finaliste |
| 1947 | Leonard Weisgard (en)                | The Little Island                                                                       | Gagnant   |
| 1947 | Leonard Weisgard                     | Rain Drop Splash                                                                        | Finaliste |
| 1947 | Jay Hyde Barnum                      | Boats on the River                                                                      | Finaliste |
| 1947 | Tony Palazzo                         | Timothy Turtle                                                                          | Finaliste |
| 1947 | Leo Politi                           | Pedro, the Angel of Olvera Street                                                       | Finaliste |
| 1947 | Marjorie Torrey                      | Sing in Praise: A Collection of the Best Loved Hymns                                    | Finaliste |
| 1948 | Roger Duvoisin (en)                  | White Snow, Bright Snow                                                                 | Gagnant   |
| 1948 | Marcia Brown                         | Stone Soup                                                                              | Finaliste |
| 1948 | Dr. Seuss                            | McElligot's Pool                                                                        | Finaliste |
| 1948 | Georges Schreiber                    | Bambino the Clown                                                                       | Finaliste |
| 1948 | Hildegard Woodward                   | Roger and the Fox                                                                       | Finaliste |
| 1948 | Virginia Lee Burton                  | Song of Robin Hood                                                                      | Finaliste |
| 1949 | Berta and Elmer Hader (en)           | The Big Snow                                                                            | Gagnant   |
| 1949 | Robert McCloskey                     | Blueberries for Sal                                                                     | Finaliste |
| 1949 | Helen Stone                          | All Around the Town                                                                     | Finaliste |
| 1949 | Leo Politi                           | Juanita                                                                                 | Finaliste |
| 1949 | Kurt Wiese                           | Fish in the Air                                                                         | Finaliste |
| 1950 | Leo Politi (en)                      | Song of the Swallows                                                                    | Gagnant   |
| 1950 | Lynd Ward                            | America's Ethan Allen                                                                   | Finaliste |
| 1950 | Hildegard Woodward                   | The Wild Birthday Cake                                                                  | Finaliste |
| 1950 | Marc Simont                          | The Happy Day                                                                           | Finaliste |
| 1950 | Dr. Seuss                            | Bartholomew and the Oobleck                                                             | Finaliste |
| 1950 | Marcia Brown                         | Henry Fisherman                                                                         | Finaliste |
| 1951 | Katherine Milhous (en)               | The Egg Tree                                                                            | Gagnant   |
| 1951 | Marcia Brown                         | Dick Whittington and His Cat                                                            | Finaliste |
| 1951 | Nicholas Mordvinoff                  | The Two Reds                                                                            | Finaliste |
| 1951 | Dr. Seuss                            | If I Ran the Zoo                                                                        | Finaliste |
| 1951 | Helen Stone                          | The Most Wonderful Doll in the World                                                    | Finaliste |
| 1951 | Clare Turlay Newberry                | T-Bone, the Baby Sitter                                                                 | Finaliste |
| 1952 | Nicholas Mordvinoff (en)             | Finders Keepers                                                                         | Gagnant   |
| 1952 | Marie Hall Ets                       | Mr. T. W. Anthony Woo                                                                   | Finaliste |
| 1952 | Marcia Brown                         | Skipper John's Cook                                                                     | Finaliste |
| 1952 | Margaret Bloy Graham                 | All Falling Down                                                                        | Finaliste |
| 1952 | William Pène du Bois                 | Bear Party                                                                              | Finaliste |
| 1952 | Elizabeth Olds                       | Feather Mountain                                                                        | Finaliste |
| 1953 | Lynd Ward                            | The Biggest Bear                                                                        | Gagnant   |
| 1953 | Marcia Brown                         | Puss in Boots                                                                           | Finaliste |
| 1953 | Robert McCloskey                     | One Morning in Maine                                                                    | Finaliste |
| 1953 | Fritz Eichenberg                     | Ape in a Cape: An Alphabet of Odd Animals                                               | Finaliste |
| 1953 | Margaret Bloy Graham                 | The Storm Book                                                                          | Finaliste |
| 1953 | Juliet Kepes                         | Five Little Monkeys                                                                     | Finaliste |
| 1954 | Ludwig Bemelmans                     | Madeline's Rescue                                                                       | Gagnant   |
| 1954 | Robert McCloskey                     | Journey Cake, Ho!                                                                       | Finaliste |
| 1954 | Jean Charlot                         | When Will the World Be Mine?                                                            | Finaliste |
| 1954 | Marcia Brown                         | The Steadfast Tin Soldier                                                               | Finaliste |
| 1954 | Maurice Sendak                       | Une maison très spéciale (A Very Special House)                                         | Finaliste |
| 1954 | A. Birnbaum                          | Green Eyes                                                                              | Finaliste |
| 1955 | Marcia Brown                         | Cinderella, or the Little Glass Slipper                                                 | Gagnant   |
| 1955 | Marguerite de Angeli                 | Book of Nursery and Mother Goose Rhymes                                                 | Finaliste |
| 1955 | Tibor Gergely                        | Wheel On The Chimney                                                                    | Finaliste |
| 1955 | Helen Sewell                         | The Thanksgiving Story                                                                  | Finaliste |
| 1956 | Feodor Rojankovsky                   | Frog Went A-Courtin'                                                                    | Gagnant   |
| 1956 | Marie Hall Ets                       | Joue avec moi (Play With Me)                                                            | Finaliste |
| 1956 | Tarō Yashima                         | Crow Boy                                                                                | Finaliste |
| 1957 | Marc Simont                          | A Tree is Nice                                                                          | Gagnant   |
| 1957 | Marie Hall Ets                       | Mr. Penny's Race Horse                                                                  | Finaliste |
| 1957 | Tasha Tudor                          | 1 is One                                                                                | Finaliste |
| 1957 | Paul Galdone                         | Anatole                                                                                 | Finaliste |
| 1957 | James Daugherty                      | Gillespie and the Guards                                                                | Finaliste |
| 1957 | William Pène du Bois                 | Lion                                                                                    | Finaliste |
| 1958 | Robert McCloskey                     | Time of Wonder                                                                          | Gagnant   |
| 1958 | Don Freeman                          | Fly High, Fly Low                                                                       | Finaliste |
| 1958 | Paul Galdone                         | Anatole and the Cat                                                                     | Finaliste |
| 1959 | Barbara Cooney (en)                  | Chanticleer and the Fox                                                                 | Gagnant   |
| 1959 | Antonio Frasconi                     | The House that Jack Built: La Maison Que Jacques A Batie                                | Finaliste |
| 1959 | Maurice Sendak                       | Qu'est-ce qu'on fait ? (What Do You Say, Dear?)                                         | Finaliste |
| 1959 | Tarō Yashima                         | Umbrella                                                                                | Finaliste |
| 1960 | Marie Hall Ets                       | Neuf jours à Noël (Nine Days to Christmas)                                              | Gagnant   |
| 1960 | Adrienne Adams                       | Houses from the Sea                                                                     | Finaliste |
| 1960 | Maurice Sendak                       | Les Cavaliers de la lune (The Moon Jumpers)                                             | Finaliste |
| 1961 | Nicolas Sidjakov (en)                | Baboushka and the Three Kings                                                           | Gagnant   |
| 1961 | Leo Lionni                           | Pouce par pouce (Inch by Inch)                                                          | Finaliste |
| 1962 | Marcia Brown                         | Once a Mouse                                                                            | Gagnant   |
| 1962 | Peter Spier                          | Fox Went out on a Chilly Night: An Old Song                                             | Finaliste |
| 1962 | Maurice Sendak                       | Petit-Ours en visite (Little Bear's Visit)                                              | Finaliste |
| 1962 | Adrienne Adams                       | The Day We Saw the Sun Come Up                                                          | Finaliste |
| 1963 | Ezra Jack Keats (en)                 | The Snowy Day                                                                           | Gagnant   |
| 1963 | Bernarda Bryson                      | The Sun is a Golden Earring                                                             | Finaliste |
| 1963 | Maurice Sendak                       | Monsieur le lièvre, voulez-vous m'aider ? (Mr. Rabbit and the Lovely Present)           | Finaliste |
| 1964 | Maurice Sendak                       | Max et les Maximonstres (Where the Wild Things Are)                                     | Gagnant   |
| 1964 | Leo Lionni                           | Pilotin (Swimmy)                                                                        | Finaliste |
| 1964 | Evaline Ness                         | All in the Morning Early                                                                | Finaliste |
| 1964 | Philip Reed                          | Mother Goose and Nursery Rhymes                                                         | Finaliste |
| 1965 | Beni Montresor                       | May I Bring a Friend?                                                                   | Gagnant   |
| 1965 | Marvin Bileck                        | Rain Makes Applesauce                                                                   | Finaliste |
| 1965 | Blair Lent                           | The Wave                                                                                | Finaliste |
| 1965 | Evaline Ness                         | A Pocketful of Cricket                                                                  | Finaliste |
| 1966 | Nonny Hogrogian (en)                 | Always Room for One More                                                                | Gagnant   |
| 1966 | Roger Duvoisin                       | Hide and Seek Fog                                                                       | Finaliste |
| 1966 | Marie Hall Ets                       | À ma façon (Just Me)                                                                    | Finaliste |
| 1966 | Evaline Ness                         | Tom Tit Tot                                                                             | Finaliste |
| 1967 | Evaline Ness (en)                    | Sam, Bangs, and Moonshine                                                               | Gagnant   |
| 1967 | Ed Emberley                          | One Wide River to Cross                                                                 | Finaliste |
| 1968 | Ed Emberley (en)                     | Drummer Hoff                                                                            | Gagnant   |
| 1968 | Leo Lionni                           | Frédéric (Frederick)                                                                    | Finaliste |
| 1968 | Tarō Yashima                         | Seashore Story                                                                          | Finaliste |
| 1968 | Ed Young                             | The Emperor and the Kite                                                                | Finaliste |
| 1969 | Uri Shulevitz (en)                   | The Fool of the World and the Flying Ship                                               | Gagnant   |
| 1969 | Blair Lent                           | Why the Sun and the Moon Live in the Sky                                                | Finaliste |
| 1970 | William Steig                        | Sylvester and the Magic Pebble                                                          | Gagnant   |
| 1970 | Ezra Jack Keats                      | Goggles!                                                                                | Finaliste |
| 1970 | Leo Lionni                           | Alexandre et la souris mécanique (Alexander and the Wind-Up Mouse)                      | Finaliste |
| 1970 | Robert Andrew Parker                 | Pop Corn & Ma Goodness                                                                  | Finaliste |
| 1970 | Brinton Turkle                       | Thy Friend, Obadiah                                                                     | Finaliste |
| 1970 | Margot Zemach                        | The Judge: An Untrue Tale                                                               | Finaliste |
| 1971 | Gail E. Haley (en)                   | A Story a Story                                                                         | Gagnant   |
| 1971 | Blair Lent                           | The Angry Moon                                                                          | Finaliste |
| 1971 | Arnold Lobel                         | Frog and Toad are Friends                                                               | Finaliste |
| 1971 | Maurice Sendak                       | Cuisine de nuit (In the Night Kitchen)                                                  | Finaliste |
| 1972 | Nonny Hogrogian (en)                 | One Fine Day                                                                            | Gagnant   |
| 1972 | Arnold Lobel                         | Hildilid's Night                                                                        | Finaliste |
| 1972 | Janina Domanska                      | If All the Seas Were One Sea                                                            | Finaliste |
| 1972 | Tom Feelings                         | Moja Means One: Swahili Counting Book                                                   | Finaliste |
| 1973 | Blair Lent (en)                      | The Funny Little Woman                                                                  | Gagnant   |
| 1973 | Gerald McDermott                     | Anansi the Spider: A Tale from the Ashanti                                              | Finaliste |
| 1973 | Leonard Baskin                       | Hosie's Alphabet                                                                        | Finaliste |
| 1973 | Nancy Ekholm Burkert                 | Snow-White and the Seven Dwarfs                                                         | Finaliste |
| 1973 | Tom Bahti                            | When Clay Sings                                                                         | Finaliste |
| 1974 | Margot Zemach (en)                   | Duffy and the Devil                                                                     | Gagnant   |
| 1974 | Susan Jeffers                        | Three Jovial Huntsmen                                                                   | Finaliste |
| 1974 | David Macaulay                       | Cathedral                                                                               | Finaliste |
| 1975 | Gerald McDermott (en)                | Arrow to the Sun                                                                        | Gagnant   |
| 1975 | Tom Feelings                         | Jambo Means Hello: A Swahili Alphabet Book                                              | Finaliste |
| 1976 | Leo and Diane Dillon (en)            | Why Mosquitoes Buzz in People's Ears                                                    | Gagnant   |
| 1976 | Peter Parnall                        | The Desert is Theirs                                                                    | Finaliste |
| 1976 | Tomie dePaola                        | Strega Nona                                                                             | Finaliste |
| 1977 | Leo and Diane Dillon (en)            | Ashanti to Zulu: African Traditions                                                     | Gagnant   |
| 1977 | William Steig                        | The Amazing Bone                                                                        | Finaliste |
| 1977 | Nonny Hogrogian                      | The Contest                                                                             | Finaliste |
| 1977 | M. B. Goffstein                      | Fish for Supper                                                                         | Finaliste |
| 1977 | Beverly Brodsky McDermott            | The Golem: A Jewish Legend                                                              | Finaliste |
| 1977 | Peter Parnall                        | Hawk, I'm Your Brother                                                                  | Finaliste |
| 1978 | Peter Spier (en)                     | Noah's Ark                                                                              | Gagnant   |
| 1978 | David Macaulay                       | Castle                                                                                  | Finaliste |
| 1978 | Margot Zemach                        | It Could Always Be Worse                                                                | Finaliste |
| 1979 | Paul Goble                           | The Girl Who Loved Wild Horses                                                          | Gagnant   |
| 1979 | Donald Crews                         | Freight Train                                                                           | Finaliste |
| 1979 | Peter Parnall                        | The Way to Start a Day                                                                  | Finaliste |
| 1980 | Barbara Cooney (en)                  | Ox-Cart Man                                                                             | Gagnant   |
| 1980 | Rachel Isadora                       | Ben's Trumpet                                                                           | Finaliste |
| 1980 | Chris Van Allsburg                   | Le Jardin d'Abdul Gasazi (The Garden of Abdul Gasazi)                                   | Finaliste |
| 1980 | Uri Shulevitz                        | The Treasure                                                                            | Finaliste |
| 1981 | Arnold Lobel                         | Fables                                                                                  | Gagnant   |
| 1981 | Ilse Plume                           | The Bremen-Town Musicians                                                               | Finaliste |
| 1981 | Molly Bang                           | The Grey Lady and the Strawberry Snatcher                                               | Finaliste |
| 1981 | Joseph Low                           | Mice Twice                                                                              | Finaliste |
| 1981 | Donald Crews                         | Truck                                                                                   | Finaliste |
| 1982 | Chris Van Allsburg                   | Jumanji                                                                                 | Gagnant   |
| 1982 | Stephen Gammell                      | Where the Buffaloes Begin                                                               | Finaliste |
| 1982 | Anita Lobel                          | On Market Street                                                                        | Finaliste |
| 1982 | Maurice Sendak                       | Quand Papa était loin (Outside Over There)                                              | Finaliste |
| 1982 | Alice and Martin Provensen           | A Visit to William Blake's Inn: Poems for Innocent and Experienced Travelers            | Finaliste |
| 1983 | Marcia Brown                         | Shadow                                                                                  | Gagnant   |
| 1983 | Vera B. Williams                     | A Chair for My Mother                                                                   | Finaliste |
| 1983 | Diane Goode                          | When I Was Young in the Mountains                                                       | Finaliste |
| 1984 | Alice and Martin Provensen (en)      | The Glorious Flight: Across the Channel with Louis Bleriot                              | Gagnant   |
| 1984 | Trina Schart Hyman                   | Little Red Riding Hood                                                                  | Finaliste |
| 1984 | Molly Bang                           | Ten, Nine, Eight                                                                        | Finaliste |
| 1985 | Trina Schart Hyman (en)              | Saint George and the Dragon                                                             | Gagnant   |
| 1985 | Paul O. Zelinsky                     | Hansel and Gretel                                                                       | Finaliste |
| 1985 | Nancy Tafuri                         | Have You Seen My Duckling?                                                              | Finaliste |
| 1985 | John Steptoe                         | The Story of Jumping Mouse: A Native American Legend                                    | Finaliste |
| 1986 | Chris Van Allsburg                   | Boréal-express (The Polar Express)                                                      | Gagnant   |
| 1986 | Stephen Gammell                      | The Relatives Came                                                                      | Finaliste |
| 1986 | Don Wood                             | King Bidgood's in the Bathtub                                                           | Finaliste |
| 1987 | Richard Egielski (en)                | Hey, Al                                                                                 | Gagnant   |
| 1987 | Ann Grifalconi                       | The Village of Round and Square Houses                                                  | Finaliste |
| 1987 | Suse MacDonald                       | Alphabatics                                                                             | Finaliste |
| 1987 | Paul O. Zelinsky                     | Rumpelstiltskin                                                                         | Finaliste |
| 1988 | John Schoenherr                      | Owl Moon                                                                                | Gagnant   |
| 1988 | John Steptoe                         | Mufaro's Beautiful Daughters: An African Tale                                           | Finaliste |
| 1989 | Stephen Gammell (en)                 | Song and Dance Man                                                                      | Gagnant   |
| 1989 | Allen Say                            | Le Garçon qui aimait trop la sieste (The Boy of the Three-Year Nap)                     | Finaliste |
| 1989 | David Wiesner                        | Free Fall                                                                               | Finaliste |
| 1989 | James Marshall                       | Goldilocks and the Three Bears                                                          | Finaliste |
| 1989 | Jerry Pinkney                        | Mirandy and Brother Wind                                                                | Finaliste |
| 1990 | Ed Young (en)                        | Lon Po Po: A Red-Riding Hood Story from China                                           | Gagnant   |
| 1990 | Bill Peet                            | Bill Peet: An Autobiography                                                             | Finaliste |
| 1990 | Lois Ehlert                          | Color Zoo                                                                               | Finaliste |
| 1990 | Jerry Pinkney                        | The Talking Eggs: A Folktale from the American South                                    | Finaliste |
| 1990 | Trina Schart Hyman                   | Hershel and the Hanukkah Goblins                                                        | Finaliste |
| 1991 | David Macaulay                       | Black and White                                                                         | Gagnant   |
| 1991 | Fred Marcellino                      | Puss in Boots                                                                           | Finaliste |
| 1991 | Vera B. Williams                     | "More More More," Said the Baby: Three Love Stories                                     | Finaliste |
| 1992 | David Wiesner                        | Tuesday                                                                                 | Gagnant   |
| 1992 | Faith Ringgold                       | Tar Beach                                                                               | Finaliste |
| 1993 | Emily Arnold McCully (en)            | Juliette et Bellini (Mirette on the High Wire)                                          | Gagnant   |
| 1993 | Lane Smith                           | The Stinky Cheese Man and Other Fairly Stupid Tales                                     | Finaliste |
| 1993 | Ed Young                             | Seven Blind Mice                                                                        | Finaliste |
| 1993 | Carole Byard                         | Working Cotton                                                                          | Finaliste |
| 1994 | Allen Say                            | Le Voyage de grand-père (Grandfather's Journey)                                         | Gagnant   |
| 1994 | Ted Lewin                            | Peppe the Lamplighter                                                                   | Finaliste |
| 1994 | Denise Fleming                       | In the Small, Small Pond                                                                | Finaliste |
| 1994 | Gerald McDermott                     | Raven: A Trickster Tale from the Pacific Northwest                                      | Finaliste |
| 1994 | Kevin Henkes                         | Owen                                                                                    | Finaliste |
| 1994 | Chris Raschka                        | Yo! Yes?                                                                                | Finaliste |
| 1995 | David Diaz (en)                      | Smoky Night                                                                             | Gagnant   |
| 1995 | Jerry Pinkney                        | John Henry                                                                              | Finaliste |
| 1995 | Paul O. Zelinsky                     | Swamp Angel                                                                             | Finaliste |
| 1995 | Eric Rohmann                         | Time Flies                                                                              | Finaliste |
| 1996 | Peggy Rathmann                       | L'Agent Boucle et Gloria (Officer Buckle and Gloria)                                    | Gagnant   |
| 1996 | Stephen T. Johnson                   | Alphabet City                                                                           | Finaliste |
| 1996 | Marjorie Priceman                    | Zin! Zin! Zin! a Violin                                                                 | Finaliste |
| 1996 | Brian Pinkney                        | The Faithful Friend                                                                     | Finaliste |
| 1996 | Janet Stevens                        | Tops & Bottoms                                                                          | Finaliste |
| 1997 | David Wisniewski (en)                | Golem                                                                                   | Gagnant   |
| 1997 | Holly Meade                          | Hush! A Thai Lullaby                                                                    | Finaliste |
| 1997 | David Pelletier                      | The Graphic Alphabet                                                                    | Finaliste |
| 1997 | Dav Pilkey                           | The Paperboy                                                                            | Finaliste |
| 1997 | Peter Sís                            | Le Messager des étoiles (Starry Messenger)                                              | Finaliste |
| 1998 | Paul O. Zelinsky (en)                | Rapunzel                                                                                | Gagnant   |
| 1998 | David Small                          | The Gardener                                                                            | Finaliste |
| 1998 | Christopher Myers                    | Harlem                                                                                  | Finaliste |
| 1998 | Simms Taback                         | There Was an Old Lady Who Swallowed a Fly                                               | Finaliste |
| 1999 | Mary Azarian (en)                    | Snowflake Bentley                                                                       | Gagnant   |
| 1999 | Brian Pinkney                        | Duke Ellington: The Piano Prince and His Orchestra                                      | Finaliste |
| 1999 | David Shannon                        | No, David!                                                                              | Finaliste |
| 1999 | Uri Shulevitz                        | Snow                                                                                    | Finaliste |
| 1999 | Peter Sís                            | Le Tibet : les secrets d'une boîte rouge (Tibet Through the Red Box)                    | Finaliste |
| 2000 | Simms Taback (en)                    | Joseph Had a Little Overcoat                                                            | Gagnant   |
| 2000 | Trina Schart Hyman                   | A Child's Calendar                                                                      | Finaliste |
| 2000 | David Wiesner                        | Sector 7                                                                                | Finaliste |
| 2000 | Molly Bang                           | When Sophie Gets Angry-Really, Really Angry                                             | Finaliste |
| 2000 | Jerry Pinkney                        | The Ugly Duckling                                                                       | Finaliste |
| 2001 | David Small (en)                     | So You Want to Be President?                                                            | Gagnant   |
| 2001 | Christopher Bing                     | Casey at the Bat                                                                        | Finaliste |
| 2001 | Betsy Lewin                          | Click, Clack, Moo: Cows That Type                                                       | Finaliste |
| 2001 | Ian Falconer                         | Olivia                                                                                  | Finaliste |
| 2002 | David Wiesner                        | The Three Pigs                                                                          | Gagnant   |
| 2002 | Brian Selznick                       | The Dinosaurs of Waterhouse Hawkins                                                     | Finaliste |
| 2002 | Bryan Collier                        | Martin's Big Words: the Life of Dr. Martin Luther King, Jr.                             | Finaliste |
| 2002 | Marc Simont                          | The Stray Dog                                                                           | Finaliste |
| 2003 | Eric Rohmann (en)                    | My Friend Rabbit                                                                        | Gagnant   |
| 2003 | Tony DiTerlizzi                      | The Spider and the Fly                                                                  | Finaliste |
| 2003 | Peter McCarty                        | Hondo & Fabian                                                                          | Finaliste |
| 2003 | Jerry Pinkney                        | Noah's Ark                                                                              | Finaliste |
| 2004 | Mordicai Gerstein (en)               | The Man Who Walked Between the Towers                                                   | Gagnant   |
| 2004 | Margaret Chodos-Irvine               | Ella Sarah Gets Dressed                                                                 | Finaliste |
| 2004 | Steve Jenkins and Robin Page         | What Do You Do with a Tail Like This?                                                   | Finaliste |
| 2004 | Mo Willems                           | Don't Let the Pigeon Drive the Bus!                                                     | Finaliste |
| 2005 | Kevin Henkes                         | Le Petit Bol de lait dans le ciel (Kitten's First Full Moon)                            | Gagnant   |
| 2005 | Barbara Lehman                       | The Red Book                                                                            | Finaliste |
| 2005 | E. B. Lewis                          | Coming on Home Soon                                                                     | Finaliste |
| 2005 | Mo Willems                           | Knuffle Bunny: A Cautionary Tale                                                        | Finaliste |
| 2006 | Chris Raschka (en)                   | The Hello, Goodbye Window                                                               | Gagnant   |
| 2006 | Bryan Collier                        | Rosa                                                                                    | Finaliste |
| 2006 | Jon J. Muth                          | Zen Shorts                                                                              | Finaliste |
| 2006 | Marjorie Priceman                    | Hot Air: The (Mostly) True Story of the First Hot-Air Balloon Ride                      | Finaliste |
| 2006 | Beckie Prange                        | Song of the Water Boatman and Other Pond Poems                                          | Finaliste |
| 2007 | David Wiesner                        | Flotsam                                                                                 | Gagnant   |
| 2007 | David McLimans                       | Gone Wild: An Endangered Animal Alphabet                                                | Finaliste |
| 2007 | Kadir Nelson                         | Moses: When Harriet Tubman Led Her People to Freedom                                    | Finaliste |
| 2008 | Brian Selznick                       | L'Invention de Hugo Cabret (The Invention of Hugo Cabret)                               | Gagnant   |
| 2008 | Kadir Nelson                         | Henry's Freedom Box: A True Story from the Underground Railroad                         | Finaliste |
| 2008 | Laura Vaccaro Seeger                 | First the Egg                                                                           | Finaliste |
| 2008 | Peter Sís                            | The Wall: Growing Up Behind the Iron Curtain                                            | Finaliste |
| 2008 | Mo Willems                           | Knuffle Bunny Too: A Case of Mistaken Identity                                          | Finaliste |
| 2009 | Beth Krommes (en)                    | The House in the Night                                                                  | Gagnant   |
| 2009 | Marla Frazee                         | A Couple of Boys Have the Best Week Ever                                                | Finaliste |
| 2009 | Uri Shulevitz                        | How I Learned Geography                                                                 | Finaliste |
| 2009 | Melissa Sweet                        | A River of Words: The Story of William Carlos Williams                                  | Finaliste |
| 2010 | Jerry Pinkney                        | The Lion & the Mouse                                                                    | Gagnant   |
| 2010 | Marla Frazee                         | All the World                                                                           | Finaliste |
| 2010 | Pamela Zagarenski                    | Red Sings from Treetops: A Year in Colors                                               | Finaliste |
| 2011 | Erin E. Stead                        | A Sick Day for Amos McGee                                                               | Gagnant   |
| 2011 | Bryan Collier                        | Dave the Potter                                                                         | Finaliste |
| 2011 | David Ezra Stein                     | Interrupting Chicken                                                                    | Finaliste |
| 2012 | Chris Raschka                        | A Ball for Daisy                                                                        | Gagnant   |
| 2012 | John Rocco                           | Blackout                                                                                | Finaliste |
| 2012 | Lane Smith                           | Grandpa Green                                                                           | Finaliste |
| 2012 | Patrick McDonnell                    | Me...Jane                                                                               | Finaliste |
| 2013 | Jon Klassen                          | This Is Not My Hat                                                                      | Gagnant   |
| 2013 | Peter Brown                          | Creepy Carrots!                                                                         | Finaliste |
| 2013 | Jon Klassen                          | Extra Yarn                                                                              | Finaliste |
| 2013 | Laura Vaccaro Seeger                 | Green                                                                                   | Finaliste |
| 2013 | David Small                          | One Cool Friend                                                                         | Finaliste |
| 2013 | Pamela Zagarenski                    | Sleep Like a Tiger                                                                      | Finaliste |
| 2014 | Brian Floca                          | Locomotive                                                                              | Gagnant   |
| 2014 | Aaron Becker                         | Journey                                                                                 | Finaliste |
| 2014 | Molly Idle                           | Flora and the Flamingo                                                                  | Finaliste |
| 2014 | David Wiesner                        | Mr. Wuffles!                                                                            | Finaliste |
| 2015 | Dan Santat                           | The Adventures of Beekle: The Unimaginary Friend                                        | Gagnant   |
| 2015 | Lauren Castillo                      | Nana in the City                                                                        | Finaliste |
| 2015 | Mary GrandPré                        | The Noisy Paint Box: The Colors and Sounds of Kandinsky’s Abstract Art                  | Finaliste |
| 2015 | Jon Klassen                          | Sam & Dave Dig a Hole                                                                   | Finaliste |
| 2015 | Yuyi Morales                         | Viva Frida                                                                              | Finaliste |
| 2015 | Melissa Sweet                        | The Right Word: Roget and His Thesaurus                                                 | Finaliste |
| 2015 | Jillian Tamaki                       | This One Summer                                                                         | Finaliste |
| 2016 | Sophie Blackall                      | Finding Winnie: The True Story of the World’s Most Famous Bear                          | Gagnant   |
| 2016 | Bryan Collier                        | Trombone Shorty                                                                         | Finaliste |
| 2016 | Kevin Henkes                         | Waiting                                                                                 | Finaliste |
| 2016 | Ekua Holmes                          | Voice of Freedom: Fannie Lou Hamer, Spirit of the Civil Rights Movement                 | Finaliste |
| 2016 | Christian Robinson                   | Last Stop on Market Street                                                              | Finaliste |
| 2017 | Javaka Steptoe                       | Radiant Child: The Story of Young Artist Jean-Michel Basquiat                           | Gagnant   |
| 2017 | Vera Brosgol                         | Leave Me Alone!                                                                         | Finaliste |
| 2017 | R. Gregory Christie                  | Freedom in Congo Square                                                                 | Finaliste |
| 2017 | Carson Ellis                         | Du Iz Tak?                                                                              | Finaliste |
| 2017 | Brendan Wenzel                       | They All Saw a Cat?                                                                     | Finaliste |
| 2018 | Matthew Cordell                      | Perdus dans la neige (Wolf in the Snow)                                                 | Gagnant   |
| 2018 | Elisha Cooper                        | Big Cat, Little Cat                                                                     | Finaliste |
| 2018 | Gordon C. James                      | Crown: An Ode to the Fresh Cut                                                          | Finaliste |
| 2018 | Thi Bui                              | A Different Pond                                                                        | Finaliste |
| 2018 | Jason Chin                           | Grand Canyon                                                                            | Finaliste |
| 2019 | Sophie Blackall                      | Le phare (Hello Lighthouse)                                                             | Gagnant   |
| 2019 | Juana Martinez-Neal                  | Alma and How She Got Her Name                                                           | Finaliste |
| 2019 | Grace Lin                            | A Big Mooncake for Little Star                                                          | Finaliste |
| 2019 | Brian Lies                           | The Rough Patch                                                                         | Finaliste |
| 2019 | Oge Mora                             | Thank You, Omu!                                                                         | Finaliste |
| 2020 | Kadir Nelson                         | The Undefeated                                                                          | Gagnant   |
| 2020 | LeUyen Pham                          | Bear Came Along                                                                         | Finaliste |
| 2020 | Rudy Gutierrez                       | Double Bass Blues                                                                       | Finaliste |
| 2020 | Daniel Minter                        | Going Down Home with Daddy                                                              | Finaliste |
| 2021 | Michaela Goade                       | We Are Water Protectors                                                                 | Gagnant   |
| 2021 | Noa Denmon                           | A Place Inside of Me                                                                    | Finaliste |
| 2021 | Yuko Shimizu                         | The Cat Man of Aleppo                                                                   | Finaliste |
| 2021 | Cozbi A. Cabrera                     | Me & Mama                                                                               | Finaliste |
| 2021 | Cindy Derby                          | Outside In                                                                              | Finaliste |
| 2022 | Jason Chin                           | Watercress                                                                              | Gagnant   |
| 2022 | Shawn Harris                         | Have You Ever Seen a Flower?                                                            | Finaliste |
| 2022 | Corey R. Tabor                       | Mel Fell                                                                                | Finaliste |
| 2022 | Floyd Cooper                         | Unspeakable: The Tulsa Race Massacre                                                    | Finaliste |
| 2022 | Micha Archer                         | Wonder Walkers                                                                          | Finaliste |
| 2023 | Doug Salati                          | Hot Dog                                                                                 | Gagnant   |
| 2023 | Jason Griffin                        | Ain't Burned All the Bright                                                             | Finaliste |
| 2023 | Michaela Goade                       | Berry Song                                                                              | Finaliste |
| 2023 | Janelle Washington                   | Choosing Brave: How Mamie Till-Mobley and Emmitt Till Sparked the Civil Rights Movement | Finaliste |
| 2023 | Christopher Denise                   | Knight Owl                                                                              | Finaliste |
| 2024 | Vashti Harrison                      | Big                                                                                     | Gagnant   |
| 2024 | Marla Frazee                         | In Every Life                                                                           | Finaliste |
| 2024 | Molly Mendoza                        | Jovita Wore Pants: The Story of a Mexican Freedom Fighter                               | Finaliste |
| 2024 | Jerome Pumphrey et Jarrett Pumphrey  | There Was a Party for Langston                                                          | Finaliste |
| 2024 | Hanna Cha                            | The Truth About Dragons                                                                 | Finaliste |
| 2025 | Rebecca Lee Kunz                     | Chooch Helped                                                                           | Gagnant   |
| 2025 | CG Esperanza                         | My Daddy is a Cowboy                                                                    | Finaliste |
| 2025 | Gracey Zhang                         | Noodles on a Bicycle                                                                    | Finaliste |
| 2025 | Cherry Mo                            | Home in a Lunchbox                                                                      | Finaliste |
| 2025 | Yuko Shimizu                         | Up, Up, Ever Up! Junko Tabei: A Life in the Mountains                                   | Finaliste |